# Associação Atlética São Bento (Marília)
Associação Atlética São Bento é uma agremiação esportiva da cidade de Marília, no estado de São Paulo. Fundada em 1928, suas cores são vermelha e branca.

## História
Como uma das grandes equipes do oeste paulista, o São Bento esteve entre as primeiras a participar do primeiro campeonato da lei do acesso, de 1947. O nome do clube se refere ao seu patrono, Bento de Abreu.
Nas poucas vezes que se confrontou no profissionalismo com seu maior rival, o Marília Atlético Clube, fizeram partidas memoráveis. O clube mandava seus jogos, no Estádio Municipal de Marília. Permaneceu nas disputas organizadas pela Federação Paulista de Futebol até o ano de 1988, ano em que desativou seu departamento profissional junto a FPF
Em 2017 depois de 28 anos, o São Bento retorna ao futebol profissional e se afiliou a Liga de Futebol Nacional do Brasil e esta disputando a Taça Paulista de 2017.

## Participações em estaduais
- Segunda Divisão (atual A2) — 12 (doze)
  - 1947 – 1948 – 1949 – 1950 – 1951 – 1952 – 1959 – 1960 – 1961 – 1962 – 1963 – 1964
- Terceira Divisão (atual A3) — 7 (sete)
  - 1965 – 1966 – 1967 – 1968 – 1969 – 1986 – 1987
- Quarta Divisão (atual B) — 1 (uma)
  - 1988
- Taça Paulista - 1 (uma)[4]
  - 2017